# Brettenbach
El Brettenbach es un arroyo de una longitud de aproximadamente 25 km. Nace por encima de Freiamt en la Selva Negra Meridional, fluye a través de los barrios Brettental, Niedertal, Sägplatz, Reichenbach, Keppenbach de Freiamt y el municipio Sexau y la ciudad Emmendingen donde desemboca en el río Elz.